# Савельев, Анатолий Кузьмич
Анатолий Кузьмич Савельев — советский хозяйственный и государственный деятель, Герой Социалистического Труда.

## Биография
Родился в 1939 году в деревне Павлово. Член КПСС.
В 1954—1959 — ученик шлифовщика на оборонном заводе.
В 1959—1963 — военнослужащий Военно-Морского Флота СССР.
В 1963—1989 — ученик сталевара, слесарь, сталевар Тихвинского филиала производственного объединения «Кировский завод» Министерства оборонной промышленности СССР.
Указом Президиума Верховного Совета СССР от 27 октября 1980 года присвоено звание Героя Социалистического Труда с вручением ордена Ленина и золотой медали «Серп и Молот».
Делегат XXVI съезда КПСС.
Умер в 2021 году в Тихвине.

## Награды и звания
- Герой Социалистического Труда (27.10.1980)
- Орден Ленина (29.03.1976; 27.10.1980)
- Орден Знак Почёта (05.04.1971)